# Norham
Norham – wieś w Anglii, w hrabstwie Northumberland. Leży 90 km na północny zachód od miasta Newcastle upon Tyne i 487 km na północ od Londynu. W 2001 miejscowość liczyła 536 mieszkańców.